# Ljutovo
Ljutovo (izvirno srbsko Љутово) je naselje v Srbiji, ki upravno spada pod Mesto Subotica; slednja pa je del Severnobačkega upravnega okraja.

## Demografija
V naselju, katerega izvirno (srbsko-cirilično) ime je Љутово, živi 944 polnoletnih prebivalcev, pri čemer je njihova povprečna starost 40,5 let (38,7 pri moških in 42,3 pri ženskah). Naselje ima 413 gospodinjstev, pri čemer je povprečno število članov na gospodinjstvo 2,86.
|  |

| Demografija | Demografija     | Demografija     |
| Leto        | Št. prebivalcev | Št. prebivalcev |
| ----------- | --------------- | --------------- |
|             |                 |                 |
|             |                 |                 |
|             |                 |                 |
|             |                 |                 |
| 1948        | 1847            |                 |
| 1953        | 1891            |                 |
| 1961        | 1757            |                 |
| 1971        | 1581            |                 |
| 1981        | 1411            |                 |
| 1991        | 1182            | 1178            |
| 2002        | 1189            | 1181            |
|             |                 |                 |

| Etnična sestava po popisu iz leta 2002 | Etnična sestava po popisu iz leta 2002 | Etnična sestava po popisu iz leta 2002 | Etnična sestava po popisu iz leta 2002 | Etnična sestava po popisu iz leta 2002 |
| -------------------------------------- | -------------------------------------- | -------------------------------------- | -------------------------------------- | -------------------------------------- |
| Bunjevci                               | Bunjevci                               |                                        | 379                                    | 32,09%                                 |
| Hrvati                                 | Hrvati                                 |                                        | 308                                    | 26,07%                                 |
| Madžari                                | Madžari                                |                                        | 162                                    | 13,71%                                 |
| Jugoslovani                            | Jugoslovani                            |                                        | 109                                    | 9,22%                                  |
| Srbi                                   | Srbi                                   |                                        | 91                                     | 7,70%                                  |
| Slovaki                                | Slovaki                                |                                        | 10                                     | 0,84%                                  |
| Nemci                                  | Nemci                                  |                                        | 6                                      | 0,50%                                  |
| Črnogorci                              | Črnogorci                              |                                        | 5                                      | 0,42%                                  |
| Muslimani                              | Muslimani                              |                                        | 4                                      | 0,33%                                  |
| Romuni                                 | Romuni                                 |                                        | 2                                      | 0,16%                                  |
| Romi                                   | Romi                                   |                                        | 1                                      | 0,08%                                  |
| Bošnjaki                               | Bošnjaki                               |                                        | 1                                      | 0,08%                                  |
| Neznano                                | Neznano                                |                                        | 1                                      | 0,08%                                  |